# 白久温泉
白久温泉（しろくおんせん）は、埼玉県秩父市（武蔵国）にある温泉。

## 泉質
- 硫黄泉
  - 源泉温度10℃
- アルカリ性単純温泉
  - 源泉温度15℃

## 温泉街
荒川沿いに1軒、荒川の支流谷津川を登った先に1軒の旅館が存在する。
谷津川沿い側の温泉地には秩父三十四箇所の1つで、三十番札所である法雲寺が存在する。

### 付近の観光名所
- 三峯神社
- 橋立鍾乳洞
- 秩父神社
- ちちぶ銘仙館

## 歴史
開湯伝説によれば、平将門が当地で湯治をしたとされている。
古くは、三峰神社の参拝客が多く入浴したという。
江戸時代には、鹿の湯として秩父七湯にも数えられた。

## アクセス
- 鉄道 : 秩父鉄道白久駅下車徒歩約10分。